# Phacelurus
Phacelurus is een geslacht uit de grassenfamilie (Poaceae). De soorten van dit geslacht komen voor in delen van Europa, Afrika en Azië.

## Soorten
Van het geslacht zijn de volgende soorten bekend: 
- Phacelurus angustifolius
- Phacelurus caespitosus
- Phacelurus cambogiensis
- Phacelurus congoensis
- Phacelurus digitatus
- Phacelurus franksae
- Phacelurus gabonensis
- Phacelurus glaucus
- Phacelurus huillensis
- Phacelurus latifolius
- Phacelurus schliebenii
- Phacelurus speciosus
- Phacelurus trichophyllus
- Phacelurus zea